# Vertomarus
Vertomarus (3e eeuw v.Chr.) was de leider van de Gallische stam de Insubres. In 222 v.Chr. werd zijn volk verslagen door de Romeinen en Vertomarus zelf gedood.
Het weinige dat bekend is van deze Gallische leider komt uit de Periochae; de samenvatting van de Ab urbe condita van Titus Livius.